# السري الرفاء
أبو الحسن السري بن أحمد بن السري الكندي الرفاء الموصلي شاعر مشهور؛ كان في صباه يرفو ويطرز (يعمل خياطا) في دكان بالموصل ولذا سمي بالرفاء أي الخياط، وهو مع ذلك يتولع بالأدب وينظم الشعر، ولم يزل حتى جاد شعره ومهر فيه، وقصد سيف الدولة الحمداني بحلب ومدحه وأقام عنده مدة، ثم انتقل بعد وفاته إلى بغداد ومدح الوزير المهلبي وجماعة من رؤساء المدينة، وانتشر شعره وراج. وكانت بينه وبين أبي بكر محمد وأبي عثمان سعيد ابني هاشم الخالديين الموصليين الشاعرين المشهورين معاداة فادعى عليهما سرقة شعره وشعر غيره.
وكان السري مغرى بكتابة ديوان أبي الفتح كشاجم الشاعر المشهور، وهو إذ ذاك ريحان الأدب بتلك البلاد فكان يقوم بدس أحسن شعر الخالديين فيما يكتبه من شعر كشاجم، ليزيد في حجم ما ينسخه وينفق سوقه ويغلي سعره ويشنع بذلك عليهما ويغض منهما ويظهر مصداق قوله في سرقتهما، فمن هذه الجهة وقعت في بعض النسخ من ديوان كشاجم زيادات ليست في الأصول المشهورة.
وكان شاعرا مطبوعا عذب الألفاظ مليح المأخذ كثير الافتنان في التشبيهات والأوصاف، ولم يكن له رواء ولا منظر، ولا يحسن من العلوم غير قول الشعر، وقد عمل شعره قبل وفاته نحو 300 ورقة، ثم زاد بعد ذلك، وقد عمله بعض المحدثين الأدباء على حروف المعجم.
ومن شعر السري أبيات يذكر فيها صناعته، فمنها قوله:
وللسري المذكور ديوان شعر كله جيد، وله كتاب المحب والمحبوب والمشموم والمشروب وكتاب الديرة. وكانت وفاته في العقد السابع من القرن الرابع الهجري ببغداد كما قال الخطيب البغدادي في تاريخه حوالي عام 366 هـ / 976م.